# Marie Corridon
Marie Louise Corridon, née le 5 février 1930 à Washington et morte le 26 mai 2010 à Norwalk, est une nageuse américaine.

## Biographie
Aux Jeux olympiques d'été de 1948 à Londres, Marie Corridon remporte la médaille d'or du relais 4x100 mètres nage libre avec Thelma Kalama, Brenda Helser et Ann Curtis. Elle est aussi durant ces Jeux éliminée en séries du 100 mètres nage libre.